# National Academy of Sciences
A National Academy of Sciences (USA) (NAS, Amerikai Tudományos Akadémia) egy főhivatású kutatóhálózat, amelyet 1863-ban alapítottak.
Tudományos és mérnöki kutatásokkal foglalkozó tekintélyes tudósok privát, közhasznú, önnfenntartó társasága, amely a tudomány és a technológia támogatását és közhasznosítását tűzte ki céljául. Az Amerikai Egyesült Államok Kongresszusa által 1863-ban elfogadott törvény (Incorporation Act) és az Abraham Lincoln által aláírt alapítólevél szerint megbízatása van arra, hogy a szövetségi kormányt tudományos és technika kérdésekben tanáccsal lássa el.
Tagjainak száma 2000 fő, továbbá 350 külföldi. Irányítását a 17 tagú Nemzeti Kutatói Tanács (National Research Council) és 12 választott tanácsos látja el. Meghirdetett pályázatokon keresztül támogatást oszt szét (35-féle díj).

## Elnökeinek listája
1. Alexander Dallas Bache (1863–1867)
2. Joseph Henry (1868–1878)
3. William Barton Rogers (1879–1882)
4. Othniel Charles Marsh (1883–1895)
5. Wolcott Gibbs (1895–1900)
6. Alexander Agassiz (1901–1907)
7. Ira Remsen (1907–1913)
8. William Henry Welch (1913–1917)
9. Charles Doolittle Walcott (1917–1923)
10. Albert A. Michelson (1923–1927)
11. Thomas Hunt Morgan (1927–1931)
12. William Wallace Campbell (1931–1935)
13. Frank Rattray Lillie (1935–1939)
14. Frank Baldwin Jewett (1939–1947)
15. Alfred Newton Richards (1947–1950)
16. Detlev Wulf Bronk (1950–1962)
17. Frederick Seitz (1962–1969)
18. Philip Handler (1969–1981)
19. Frank Press (1981–1993)
20. Bruce Alberts (1993–2005)
21. Ralph J. Cicerone (2005–2016)
22. Marcia McNutt (2016–jelenleg)

## Díjak
- Általános
  - NAS Award for Initiatives in Research
  - Public Welfare Medal

- Csillagászat/asztrofizika
  - Henry Draper-érem
  - J. Lawrence Smith-érem
  - James Craig Watson-érem

- Viselkedési- és társadalomtudományok
  - NAS Award for Behavior Research Relevant to the Prevention of Nuclear War
  - Troland Research-díj

- Biológia és orvostudomány
  - Alexander Hollaender Award in Biophysics
  - Jessie Stevenson Kovalenko-érem
  - Richard Lounsbery-díj
  - NAS Award in Molecular Biology
  - NAS Award in the Neurosciences
  - Gilbert Morgan Smith-érem
  - Selman A. Waksman Award in Microbiology

- Kémia
  - NAS Award in Chemical Sciences
  - NAS Award for Chemistry in Service to Society

- Földtan- és Környezettudományok
  - Alexander Agassiz-érem
  - Arthur L. Day Prize and Lectureship
  - Daniel Giraud Elliot-érem
  - Mary Clark Thompson-érem
  - Charles Doolittle Walcott-érem
  - G. K. Warren-díj
  - NAS Award of Scientific Reviewing

- Mérnöki és alkalmazott tudományok
  - NAS Award in Aeronautical Engineering – repüléstechnikai mérnöki díj
  - Gibbs Brothers Medal – tengeri építészet mérnöki díj és tengerészeti mérnöki díj
  - NAS Award for the Industrial Application of Science

- Matematika és számítástechnika
  - NAS Award in Mathematics
  - John J. Carty Award for the Advancement of Science

- Fizika
  - Arctowski-érem
  - Comstock Prize in Physics
  - Alexander Hollaender Award in Biophysics